# Окер
Окер (на немски: Oker) е 128,3 km дълга река, ляв приток на Алер, в Долна Саксония в Германия. Тя извира в планината Харц.
Тя е спомената за пръв път през 747 г. като Ovacra.
- Окер